# Medalla de Extremadura

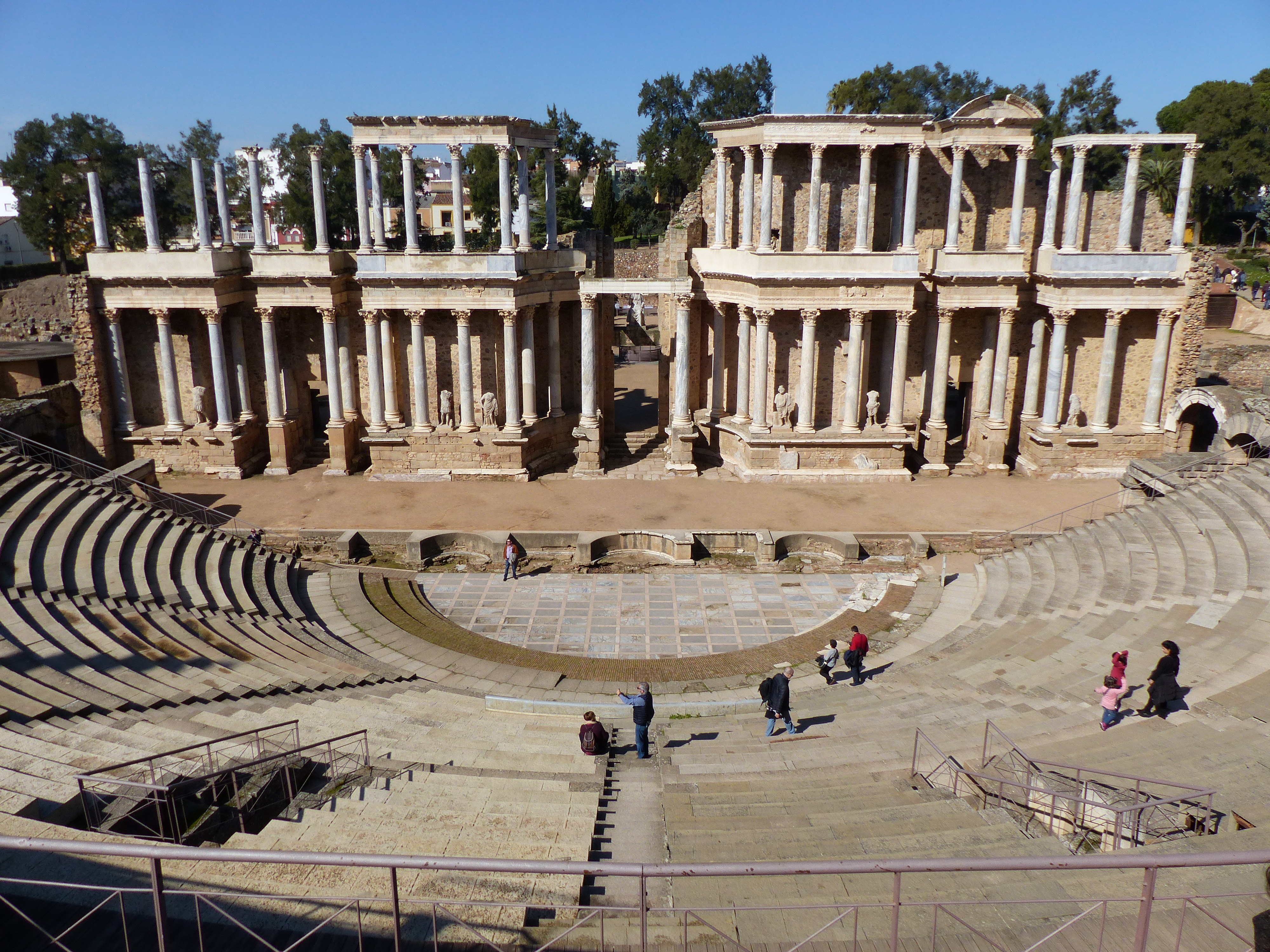
Teatro Romano de Mérida, escenario habitual de entrega de la Medalla de Extremadura

La Medalla de Extremadura es la máxima distinción institucional de la Comunidad Autónoma de Extremadura, España. Fue instaurada en 1986, siguiendo el decreto 27/1986, de 29 de abril. La regulación de la concesión de la Medalla de Extremadura quedó modificada por el Decreto 177/2013, de 24 de septiembre.
Se trata de un galardón anual. Desde 2013, el número máximo de medallas anuales es de cinco. Hasta esa fecha, el número de medallas por año era variable, sin exceder las diez medallas en un mismo año, exceptuando las concedidas por cortesía o reciprocidad. Es el caso del año 2008, en el que se entregaron diez Medallas con carácter ordinario, pero se otorgaron de manera extraordinaria a la Reina Sofía y al expresidente de la Junta de Extremadura, Juan Carlos Rodríguez Ibarra. 
La concesión del galardón se realiza por Decreto del Consejo de Gobierno a propuesta del Presidente de la Junta de Extremadura, enumerando los méritos por los que se obtiene el premio. No obstante, cualquier ciudadano extremeño o entidad puede presentar una candidatura a la Medalla de Extremadura ante la administración regional, que luego puede pasar a ser tomada en consideración por una comisión y, posteriormente, aprobada en su caso por el Consejo de Gobierno. Este supuesto se reserva para las cinco medallas anuales. Para el caso de medallas por cortesía o reciprocidad, la propuesta es exclusiva del Presidente del ejecutivo autonómico.
Los galardonados pueden ser personas, instituciones, grupos o colectivos (extremeños, españoles o extranjeros) que, a lo largo de
una trayectoria consolidada, hayan destacado en su tarea de configurar una sociedad más justa y solidaria, o por su defensa, promoción o fomento de los intereses o imagen de la Comunidad Autónoma de Extremadura. Igualmente, podrán ser galardonados quienes con su aportación, cualquiera que sea el ámbito de su actividad (con independencia de que ésta se haya desarrollado dentro o fuera de Extremadura) hayan destacado por los servicios relevantes, eminentes o extraordinarios prestados a la región. La Medalla podrá ser otorgada a favor de personas fallecidas en el momento de su concesión, siempre que la iniciativa se formule dentro de los cinco años siguientes a producirse el fallecimiento. Esta condecoración podrá ser concedida también a las autoridades españolas o extranjeras por motivos de cortesía o reciprocidad. Así, la Medalla ha ido a parar a personas del mundo de las artes y del deporte, principalmente, pasando por personalidades políticas, corporaciones locales, entidades financieras, asociaciones, congregaciones religiosas y monasterios, entre otros.
Excepto en ocasiones excepcionales, la Medalla de Extremadura se entrega en un acto celebrado la víspera del 8 de septiembre, Día de Extremadura, en el Teatro Romano de Mérida, ciudad capital de la Comunidad Autónoma.

## Descripción

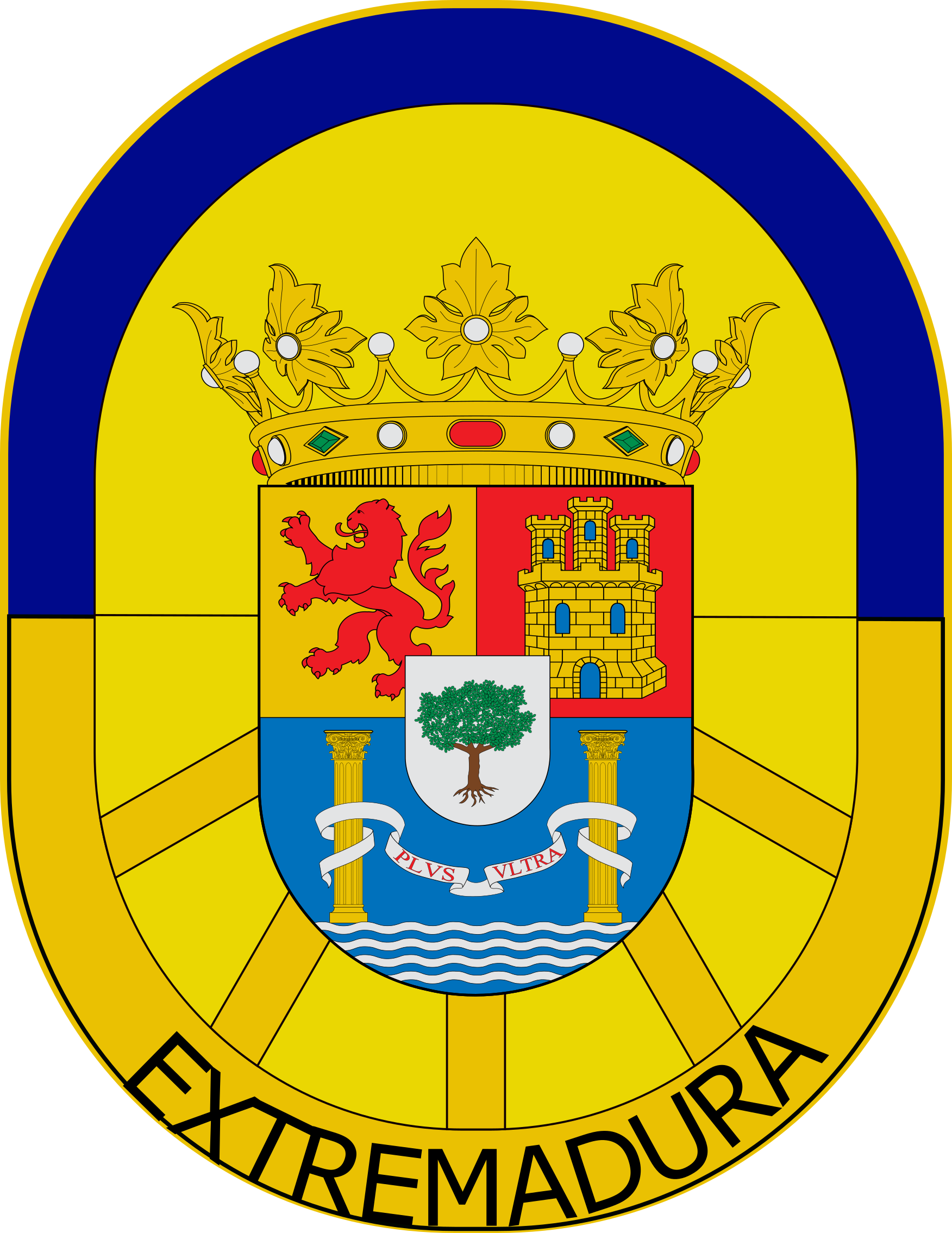
Logotipo Medalla de Extremadura

La Medalla de Extremadura tiene forma de óvalo, con un eje mayor de 60 milímetros y otro menor de 46 mm. El anverso tiene una franja perimetral de 5 mm. dividida en dos partes unidas mediante lenguas. La parte superior está esmaltada en azur, mientras que la parte inferior va en oro con la inscripción “Extremadura”. En el óvalo interior se aloja el Escudo de Extremadura esmaltado. En el reverso, grabada en oro, una hoja de encina con la leyenda “Junta de Extremadura”. Además, llevará la fecha de concesión de la medalla y el nombre del premiado. La Medalla irá pendida de un cordón de seda trenzada en verde, blanco y negro, los colores de la Bandera de Extremadura.
A los galardonados, además, se les hace entrega de una placa de plata grabada, donde se explica el motivo de la concesión, así como una reproducción en miniatura de la Medalla como insignia o broche de solapa.
Los galardonados, a su vez, son inscritos en un Libro de Honor creado a tal efecto. 

## Historia
La primera persona galardonada con la Medalla de Extremadura fue el entonces Rey de España, don Juan Carlos I, según la Disposición Adicional del decreto por el que se creó la medalla en 1986.
Desde entonces, y exceptuando el año 1987, se han concedido medallas anualmente, superando los cien galardonados. En todas las ocasiones se ha otorgado más de una Medalla, menos en 1988, que tan sólo fue concedida al poeta emeritense Jesús Delgado Valhondo.
En el año 2008, con motivo del 25 aniversario de la aprobación del Estatuto de Autonomía de Extremadura, la Junta otorgó dos Medallas con carácter extraordinario en un Consejo de Gobierno celebrado en el Monasterio de Yuste. Una de ellas a la Reina Sofía, haciendo entrega de la misma en una recepción oficial en el Palacio de la Zarzuela el 23 de junio de 2008. La otra Medalla se concedió a Juan Carlos Rodríguez Ibarra, primer Presidente de la Junta de Extremadura, que dejó el cargo en 2007, tras 24 años de mandato. El acto de entrega se realizó el 21 de mayo de 2008 en la Asamblea de Extremadura.
En 2010, año en el que estaba prevista la aprobación definitiva de la reforma del Estatuto de Autonomía de Extremadura, la Junta de Extremadura otorgó de manera extraordinaria la Medalla de Extremadura al Príncipe de Asturias en aquel momento, Felipe de Borbón y Grecia, en calidad de Heredero de la Corona. La entrega del galardón tuvo lugar en Trujillo el 29 de abril de 2010, con motivo de una visita oficial de los Príncipes de Asturias, don Felipe y doña Letizia, a la Feria Nacional del Queso de la localidad cacereña.
En 2014, tras el fallecimiento de Adolfo Suárez el día 23 de marzo, el gobierno regional concedió, a título póstumo, la Medalla al que fue el primer Presidente del Gobierno de España democrático tras la dictadura franquista, impulsor de la llamada Transición española.
No se han dado casos de renuncia por parte de los galardonados hasta la fecha. La única retirada de la Medalla de Extremadura se propuso en 2014, concretamente la otorgada al nadador paralímpico Enrique Tornero en 1996, debido a su condena judicial por prevaricación y fraude en su etapa como concejal en el Ayuntamiento de Plasencia.
Aunque en 2013 se estableció un máximo de cinco galardones anuales, en el año 2020, con motivo de la pandemia por Covid-19, se realizó una modificación extraordinaria para poder conceder un mayor número de galardones como homenaje global a los colectivos que más directamente lucharon contra la pandemia.

## Galardonados

### 1986
- Juan Carlos I, Rey de España.
- Antonio Hernández Gil, Presidente del Tribunal Supremo y del Consejo General del Poder Judicial.
- Ricardo Senabre Sempere, Decano de la Facultad de Filosofía y Letras de la Universidad de Extremadura.
- Manuel Pacheco Conejo, poeta
- Grupo Extremeño de Danza en Alemania
- Semana de Extremadura en la escuela

### 1987
- No hubo galardonado

### 1988
- Jesús Delgado Valhondo, poeta

### 1989
- Montserrat Caballé, soprano
- Padre Francisco de Asís Oterino Villasante, Monasterio de Guadalupe.
- Federación Extremeña de Corales

### 1990
- Instituto El Brocense
- Miguel Durán, expresidente de la Organización Nacional de Ciegos de España.

### 1991
- Juan Galea Barjola, pintor
- Eduardo Naranjo, pintor
- Juan José Narbón, pintor
- Vicent Sos Baynat, geólogo y creador del Museo de Geología de Extremadura. (Museo Regional de Mineralogía)
- Francisco González Santana, creador del Museo Etnográfico de Olivenza.
- Federación de Asociaciones a favor de las Personas con Discapacidad Intelectual de Extremadura.

### 1992
- Real Monasterio de Santa María de Guadalupe
- Escuela de Formación del Profesorado de EGB de Cáceres.

### 1993
- Mario Alberto Nobre Lopes Soares, Presidente de la República Portuguesa.
- Rocío Martínez Gragera, atleta

### 1994
- Escuela Universitaria del Profesorado de EGB de Badajoz.
- Federación Extremeña de Hermandades de Donantes de Sangre.
- Asociaciones de Emigrantes Extremeños

### 1995
- Jesús Usón Gargallo, catedrático de cirugía de la Facultad de Veterinaria de la Universidad de Extremadura y creador del Centro de Cirugía de Mínima Invasión Jesús Usón de Cáceres.
- Agrupación Táctica Extremadura de las Fuerzas Armadas.

### 1996
- Antonio Vázquez López, primer presidente de la Asamblea de Extremadura.
- Enrique Tornero Hernández, nadador adaptado, medallas de oro y bronce en los Juegos Paralímpicos de Atlanta 1996.
- Alicia Martínez Gragera, atleta adaptado, medalla de bronce en los Juegos Paralímpicos de Atlanta 1996
- Manuel Julián Rufo Gracia, futbolista 7 adaptado, medalla de bronce en los Juegos Paralímpicos de Atlanta 1996.
- Nuria Cabanillas, gimnasta, medalla de oro Olímpica, y tricampeona del mundo.
- Juan Carlos Holgado Romero, tirador con arco, medalla de oro en los Juegos Olímpicos de Barcelona 1992.
- Juan Pérez Márquez, jugador de balonmano, medalla de bronce en los Juegos Olímpicos de Atlanta 1996.

### 1997
- Luis Jacinto Ramallo García, Presidente de la Junta Regional Preautonómica de Extremadura(1978-1980).
- Manuel Bermejo Hernández, Presidente de la Junta Regional Preautonómica de Extremadura (1980-1982).
- Esteban Sánchez Herrero, a título póstumo, Académico Numerario de la Real Academia de Extremadura, pianista, compositor,  director del Conservatorio de Mérida y profesor del de Badajoz.

### 1998
- Wolf Vostell, artista
- Alberto Oliart, abogado y exministro del Gobierno de España.
- Rafael Ortega Porras, artesano alfarero.
- Asociación de Centros de Cultura Popular y Promoción de la Mujer.
- Asociación Católica Internacional de Servicios a la Juventud Femenina.

### 1999
- Eladio Viñuela, científico (título póstumo)
- Joaquín Araújo, naturalista
- Manuel Martínez-Mediero Díaz, dramaturgo
- Instituto Secular Hogar de Nazaret

### 2000
- Enrique Moreno González, médico, Premio Príncipe de Asturias de Investigación Científica y Técnica.
- Reyes Abades, cineasta, ganador de varios premios Premios|Goya a los mejores efectos especiales.
- Pablo Guerrero, cantautor y poeta
- Feria Internacional Ganadera de Zafra
- Federación Extremeña al Drogodependiente

### 2001
- Ángel Duarte, escultor y pintor
- Dionisio Hernández Gil, arquitecto
- Antonio Montero Moreno, sacerdote, arzobispo de Mérida-Badajoz.
- Sociedad Cultural La Filarmónica de  Olivenza

### 2002
- Antonia López González, especialista en Medicina tropical.
- Rogelio García Vázquez, pintor
- Teresiano Rodríguez Núñez, periodista y director del Diario HOY.
- Obra social de Caja de Extremadura
- Obra Social de Caja de Badajoz.

### 2003
- Monasterio de San Jerónimo de Yuste.
- Asociación de Víctimas del Terrorismo, delegación en Extremadura.
- Florinda Chico, actriz
- Luis Pastor, cantautor
- Caja Rural de Almendralejo
- Escuela de Arte de Mérida

### 2004
- Diego Hidalgo Schnur, Emprendedor social y filántropo
- Dulce Chacón, escritora (título póstumo).
- Al pueblo de Madrid, tras el Atentado del 11 de marzo de 2004.
- Al pueblo de Talayuela
- Asociación para la Defensa de la Naturaleza y los Recursos de Extremadura, Adenex.
- Juegos Extremeños del Deporte Especial, JEDES.

### 2005
- Javier Cercas, escritor
- Luis Landero, escritor
- Luis Canelo Gutiérrez, pintor
- José María Caballero Cáceres, misionero.
- Unidad de Coordinación Regional de Trasplantes.
- Cruz Roja de Extremadura
- Cooperativa de Regantes de Extremadura, CREX.
- Asociación Cacereña de Folklore El Redoble.

### 2006
- José Manuel Calderón, jugador de baloncesto en la NBA y campeón del Mundo.
- José Miguel Santiago Castelo, periodista y director de la Real Academia de Extremadura.
- Miguel Sansón Serván, artesano.
- Concepción Álvarez Sánchez, restaurante La Troya de Trujillo.
- Festival Juvenil Grecolatino

### 2007
- Helga de Alvear, galerista
- Juan Margallo, actor
- José Antonio Ferrera, matador de toros.
- Organización Nacional de Ciegos Españoles, ONCE.
- Restaurante El Figón de Eustaquio de Cáceres.
- Restaurante Azcona de Badajoz

### 2008
- Sofía de Grecia, Reina de España.
- Juan Carlos Rodríguez Ibarra, primer Presidente de la Junta de Extremadura.
- José Luis Sáez, presidente de la Federación Española de Baloncesto.
- Juan Espino Navia, presidente de la Federación Extremeña de Fútbol.
- Pureza Canelo, poetisa
- Francisco Rubio Llorente, presidente del Consejo de Estado.
- Soraya Arnelas, cantante
- Comité de Entidades de Representantes de Personas con Discapacidad.
- Asociación para la Ayuda a las Familias Afectadas por la Leucemia.
- Congregación Hermanas de la Cruz
- Caja Rural de Extremadura
- Restaurante Atrio de Cáceres.

### 2009
- Pablo Campos Palacín, investigador
- María Ángeles Durán Heras, socióloga e investigadora del CSIC.
- Jesús Sánchez Adalid, escritor
- Pepa Bueno, periodista y presentadora de informativos de TVE.
- Fernando Hernández Pelayo, periodista (título póstumo)
- Tomás Pérez Durán, periodista
- Miguel Murillo Gómez, dramaturgo
- María Coronada Herrera, soprano
- Al pueblo de Barrancos (Portugal), por el auxilio a refugiados extremeños durante la guerra civil española.
- Observatorio de los Derechos Humanos del Ilustre Colegio de Abogados de Badajoz.

### 2010
- Felipe de Borbón y Grecia, Príncipe de Asturias.
- Juan de Dios Román, presidente de la Federación Española de Balonmano, entrenador y seleccionador nacional.
- Ángeles Luaces, periodista
- Noelia García Martín, medallista paralímpica
- Víctor Guerrero Cabanillas, médico y escritor
- Francisco Valverde Luengo, expresidente de FEAPS Extremadura.
- Fray Guillermo Cerrato Chamizo, prior del Real Monasterio de Santa María de Guadalupe.
- Jaime Alejandro Maldonado, general de brigada de la Guardia Civil en Extremadura.
- Joaquín González Manzanares, fundador de la Unión de Bibliófilos Extremeños.
- Cooperativas Agroalimentarias de Extremadura[12]

### 2011
- Al pueblo de Zalamea de la Serena, por su representación anual de El alcalde de Zalamea.
- Manuel Pecellín Lancharro, escritor.
- Manuel Rui Nabeiro, industrial
- Mercedes Moreno, voluntaria por la integración de reclusos.
- Universidad de Mayores[13]

### 2012
- Hermanas Servidoras de Jesús del Cottolengo del Padre Alegre de La Fragosa(Nuñomoral).
- Miguel del Barco Gallego, músico autor del Himno de Extremadura.
- Víctor Chamorro, escritor
- Miguel de la Quadra-Salcedo, creador de Aventura 92 y Ruta Quetzal.
- Delfín Hernández Hernández, médico rural, decano de la Facultad de Medicina de la UEX y presidente de la Asociación Española Contra el Cáncer de la provincia de Cáceres.

### 2013
- Guardia Civil
- Tomás Calvo Buezas, antropólogo y sociólogo
- Francisco Pedraja Muñoz, pintor
- Enrique Floriano Millán, medallista paralímpico
- Seminario San Atón de Badajoz[15]

### 2014
- Adolfo Suárez González, Presidente del Gobierno de España entre 1976 y 1981 (título póstumo)
- Robe Iniesta, fundador, compositor y cantante del grupo de rock Extremoduro
- Asociación Para la Donación de Médula Ósea de Extremadura, ADMO
- Universidad Nacional de Educación a Distancia, UNED
- Jefatura Superior de la Cuerpo Nacional de Policía en Extremadura[16]

### 2015
- Real Sociedad Económica Extremeña de Amigos del País, Badajoz
- Elena Ayuso Ledesma, deportista piragüismo paracanoe
- Base Aérea de Talavera la Real y unidad del Ejército del Aire Ala 23
- Juntas provinciales de Extremadura de la Asociación Española Contra el Cáncer (AECC) y Asociación Oncológica Extremeña (AOEX)
- Caritas diocesanas de Coria-Cáceres, Plasencia y Mérida-Badajoz y Fundación Banco de Alimentos de las provincias de Cáceres y Badajoz.[17]

### 2016
- José Luis Pérez Chiscano, naturalista
- Grupo Acetre
- Centro Universitario Santa Ana de Almendralejo
- Federación Extremeña del Folklore
- Voluntarios de Protección Civil
- Al pueblo de Moraleja, por su implicación en el incendio de la Sierra de Gata de 2015[18]

### 2017
- María Victoria López, directora de Médicos Mundi en Extremadura
- Pepe Extremadura, cantautor
- Santa Teresa Club Deportivo de Badajoz, equipo de fútbol de la Primera División Femenina de España
- Orfeón Cacereño
- Colegio San José de Villafranca de los Barros, (Badajoz)

### 2018
- María Victoria Gil Álvarez, profesora titular de universidad, investigadora, divulgadora y presidenta de la Asociación Extremeña de Alérgicos a Alimentos (AEXAAL)
- Ángel Sastre, periodista
- Sor Cristina Arana, religiosa
- Gonzalo Martín Domínguez, maestro y presidente de la Casa de Extremadura en Sevilla
- Jaime de Jaraíz, pintor y músico (título póstumo)
- Manantial folk, grupo de música tradicional
- Federación Extremeña de Bandas de Música[20]

### 2019
- Festival Internacional de Teatro Clásico de Mérida
- Unidad Militar de Emergencias (UME)
- Ada Salas, poetisa
- María Jesús Almeida, periodista
- Cuerpos de Policía Local de Extremadura
- Sociedad Micológica de Extremadura[21]

### 2020
Homenaje global a la sociedad extremeña con motivo de la pandemia por Covid-19
- Trabajadores de las cárceles
- Operativo Alpha (mujeres voluntarias que fabricaron batas en 18 municipios)
- Red de servicio civil de Cáceres (RedCor)
- Trabajadores esenciales durante el estado de alarma por la pandemia por Covid-19
- Personal sanitario y sociosanitario
- Ayuntamientos
- Diputación de Badajoz y Diputación de Cáceres
- Docentes
- Niños
- Personal de las residencias de mayores[22]

### 2021
- Joaquín Carrasco Ávila, Kini Carrasco, atleta paralímpico
- Josefa Gómez, matrona
- José María Fernández de Vega, productor audiovisual
- Colegio San Antonio de Padua, Cáceres
- IES Zurbarán - IES Bárbara de Braganza, Badajoz[23]

### 2022
- La fusión de Don Benito-Villanueva de la Serena
- Guadalupe Sabio Buzo, científica
- Eva González Pérez, abogada
- Marco Antonio Sánchez Becerra, activista de la ELA (a título póstumo)
- Federación Extremeña de Caza[25]

### 2023
- Equipo investigador del yacimiento arqueológico tartésico de Casas del Turuñuelo
- El Periódico Extremadura
- Rally de la Vendimia
- Unidad de Oncohematología del Hospital Materno Infantil de Badajoz
- Colegio de Nuestra Señora del Carmen Vedruna de Villafranca de los Barros

### 2024
- José Pizarro, chef
- Álvaro Martín Uriol, atleta de marcha y campeón olímpico
- Asunción Gómez Pérez, ingeniera e investigadora en Inteligencia Artificial
- Instituto Hermanas Josefinas de la Santísima Trinidad, de Plasencia

### 2025
- Carolina Yuste, actriz ganadora de dos Premios Goya
- Juan Manuel Sánchez, investigador y catedrático de la Universidad de Extremadura
- Marcelino Díaz, viticultor e impulsor de la Denominación de Origen Protegida al Cava para Almendralejo